# O Espectro (1890)
O espectro: castigo semanal da politica teve um vida curta entre maio a agosto de 1890. Publicado a partir de Paris, o seu grande impulsionador foi Mariano Pina que faz crítica ao governo e política portuguesa. O n.º 4 desta publicação periódica é publicado sob a designação de "Novo Espectro".